# Luftfaust-A
Abwehrrakete Luftfaust-A (в переводе с нем. — «оборонительный гранатомёт «Люфтфауст-А»; нем. lʉ̞ftfaust; от luft — «воздух» и faust — «кулак», что можно перевести как «[противо]воздушный кулак»; фонетический перевод — «Лю́фтфауст-А») — немецкий четырёхствольный зенитный гранатомёт с вертикальным блоком стволов, разработанный Генрихом Лангвейлером на завершающей стадии Второй мировой войны (летом 1944 г.) и предназначавшийся для борьбы с низколетящими самолётами на высотах до 200 метров, — первое в своём роде оружие такого рода и, по всей видимости, первое в мировой военной истории средство противовоздушной обороны с реактивным поражающим элементом, обслуживавшееся не расчётом, а одним стрелком и предназначенное для индивидуального ношения (переносной зенитный ракетный комплекс в современном определении такого рода оружия). Работы над проектом велись на заводах акционерного общества HASAG в период с июня по сентябрь 1944 года. В ходе стрелковых испытаний, гранатомёт показал чресчур высокую величину рассеивания снарядов и, соответственно, низкое число попаданий в цель. Серийно не изготавливался, на вооружение не поступал. Тем не менее, гранатомёт послужил основой для создания более усовершенствованной второй модели Luftfaust-B, заказ на производство которого промышленным способом был получен предприятием-изготовителем в феврале 1945 года.

## Предназначение
Гранатомёт разрабатывался как средство противовоздушной обороны, предназначавшееся, в первую очередь, для борьбы против фронтовых бомбардировщиков, пикирующих бомбардировщиков, истребителей-бомбардировщиков и штурмовиков, пригодное для оснащения личного состава общевойсковых частей. Таким образом, для более эффективной борьбы с авиацией противника и прикрытия войск в тактическом звене «взвод—рота», «рота—батальон» предполагалось укомплектовать солдатами-зенитчиками линейные подразделения сухопутных сил, а не только лишь зенитные части и подразделения. По предварительным расчётам немецкого командования, появление на вооружении пехотных частей подобного оружия, если и не оказало бы существенного воздействия на практику применения противником фронтовой авиации, то заставило её перейти на более безопасные высоты, недосягаемые для зенитных гранатомётов, соответственно чему снижалась эффективность авианалётов.

## Техническое описание
Гранатомёт представлял собой четырёхствольный орудийный блок многоразового использования с пусковыми трубами-стволами метровой длины калибра 26-мм (диаметром 30 мм со стенками толщиной 2 мм), расходящимися в обе стороны от продольной оси под незначительным углом наклона. Тело гранатомёта, внешне напоминавшее собой ожигу, устанавливалось на лёгком полевом станке и в таком виде станковый гранатомёт обслуживался одним стрелком. Конфигурация блока стволов, расположенных вертикально в ряд, один над другим, с небольшим углом наклона относительно своей продольной оси, предполагала наиболее эффективный огонь по фронтальной проекции летательных аппаратов, заходящих (пикирующих) на стрелка «сверху вниз» по наклонной. Неуправляемая ракета длиной 231 мм состояла из боевой части со взрывателем, принципиально повторявшей конструкцию гранат RPzB.Gr.4322 (поэтому, здесь и далее слова «граната» и «боевая часть» будут употребляться в одном и том же значении), маршевого двигателя — пороховой шашки и стартового двигателя — вышибного заряда. При запуске ракеты, после нажатия на спусковой крючок, воспламенялся вышибной заряд, выводивший её с начальной скоростью не менее 100 м/с на безопасное для стрелка расстояние, после чего воспламенялась пороховая шашка маршевого двигателя. В связи с ускоренными темпами проектирования и разработки оружия и боеприпаса к нему, конструкция ракеты не была должным образом проработана, результатом чего был значительный коэффициент рассеивания снарядов при стрельбе на заданные расстояния. Не был проработан как следует переходный цикл между выработкой ресурса стартового и запуском маршевого двигателя, который приводился в действие после перегорания инертной перегородки между стартовой и маршевой частью ракеты. Динамические импульсы вышибного заряда и маршевого двигателя ракеты, накладываясь друг на друга, нарушали устойчивость её полета, несмотря на то, что стабилизация ракеты осуществлялась складывающимися стабилизаторами хвостового оперения. Конструкция гранатомёта так же не отвечала всем предъявляемым требованиям, в первую очередь это относилось к невысокой плотности огня. Несмотря на ряд неудач с реализацией проекта первой модели «Люфтфауста», само направление работ было признано верным, отказа от дальнейшей разработки нового оружия со стороны заказчика не последовало и с осени того же года началось проектирование и создание последующих модификаций зенитного гранатомёта с другой конфигурацией блока стволов и другим их количеством, спроектированных под другие боеприпасы и отвечающих тактико-техническим требованиям заказчика, в результате чего вторая модель (Luftfaust-B) поступила в серийное производство менее чем через полгода.

## Тактико-технические характеристики
Зенитный гранатомёт «Люфтфауст» первой модели и боеприпасы к нему имели следующие тактико-технические характеристики (противоречивые сведения из различных источников указаны через обел ÷):

### Оружие
- Тип оружия — станковый зенитный гранатомёт;
- Количество стволов — 4 ствола;
- Длина тела оружия (блока стволов) — 1000 мм;
- Высота тела оружия (блока стволов) — 300 мм;
- Диаметр ствола — 30 мм;
- Калибр ствола — 26 мм;
- Толщина стенок ствола — 2 мм;
- Параметры сектора обстрела цели

- Досягаемость по высоте — 300—350 м;

- Интервал между фазами одного залпа — от 3⁄5 до 4⁄5 сек.

### Боеприпас
- Тип используемых боеприпасов — подкалиберная оперённая неуправляемая ракета;
- Тип боевой части — осколочно-фугасная/зажигательная;
- Калибр боеприпаса — 24,5 ÷ 26 мм;
- Калибр гранаты — 20 мм;
- Размах хвостового оперения — 39 мм;
- Длина боеприпаса — 226 мм;
- Длина гранаты — 108,5 ÷ 138мм;

- Масса гранаты — 90 г;
- Масса подрывного заряда — 19 г;

- Начальная скорость гранаты — 100 ÷ 250 м/с.
- Маршевая скорость гранаты — 380 м/с.

## Сравнительная характеристика
| Предприятие-изготовитель | Hugo Schneider AG                                                                                             | Hugo Schneider AG                                                                                             | Hugo Schneider AG                                                                                             | КБМ, ОКБ-61                                                                                                   |  |  |   |
| Дата начала работ над проектом | июль 1944 | сентябрь 1944                                                                                                 | февраль 1945                                                                                                  | июнь 1966 |  |  |   |
| Дата завершения работ | сентябрь 1944                                                                                                 | февраль 1945                                                                                                  | май 1945 | май 1968 |  |  |   |
| Количество стволов | 4 | 9 | 6 | 7 |  |  |   |
| Блок стволов (конфигурация) | \| \| \| \| \| \| \| \| · \| \| \| \| \| \| \| \| \| \| \| \| \| \| \| \| \| \| \| \| \| \| \| \| \| \| \| \| | \| \| \| \| \| \| \| \| · \| \| \| \| \| \| \| \| \| \| \| \| \| \| \| \| \| \| \| \| \| \| \| \| \| \| \| \| | \| \| \| \| \| \| \| \| · \| \| \| \| \| \| \| \| \| \| \| \| \| \| \| \| \| \| \| \| \| \| \| \| \| \| \| \| | \| \| \| \| \| \| \| \| · \| \| \| \| \| \| \| \| \| \| \| \| \| \| \| \| \| \| \| \| \| \| \| \| \| \| \| \| |  |  |   |
| Масса гранатомёта, г | | 6500 | | 9200 |  |  |   |
| Длина гранатомёта, мм | 1000 | 1500 | | 1500 |  |  |   |
| Калибр ствола, мм | 26 | 20 | 30 | 30 |  |  |   |
| Боеприпас | 2 cm BrsprGr                                                                                                  | 2 cm R.SprGr                                                                                                  | 3 cm M-Gesch.                                                                                                 | НРС-30 |  |  |   |
| Боеприпас | 2 cm L/Spur W                                                                                                 | 2 cm R.SprGr                                                                                                  | 3 cm M-Gesch.                                                                                                 | НРС-30 |  |  |   |
| Взрыватель | неконтактный AZ 48, AZ 50A, AZ 50B, AZ 1528 или контактный мгновенного действия AZ 1505                       | неконтактный AZ 48, AZ 50A, AZ 50B, AZ 1528 или контактный мгновенного действия AZ 1505                       | неконтактный AZ 48, AZ 50A, AZ 50B, AZ 1528 или контактный мгновенного действия AZ 1505                       | |  |  |   |
| Масса боеприпаса, г | | 220 | 330 | 642 |  |  |   |
| Масса разрывного заряда, г | 19 | 15 | 75 | |  |  |   |
| Диаметр и длина боеприпаса, мм | 26×231 | 21×228 | | |  |  |   |
| Диаметр и длина ракеты (снаряда), мм | 39×138 | 19×82 | | |  |  |   |
| Начальная скорость ракеты (снаряда), м/с | 250 | 310 | | 110 |  |  |   |
| Маршевая скорость ракеты (снаряда), м/с | 380 | 350 | | 560 |  |  |   |
| Максимальная высота полёта ракеты (снаряда), м | | 1000 | | |  |  |   |
| Максимальная дальность полёта ракеты (снаряда), м | | 2000 | | 2000 |  |  |   |
| Досягаемость по высоте, м | 350 | 500 | | |  |  |   |
| Эффективная высота стрельбы по воздушным целям, м | | 200 | | 300 |  |  |   |
| Эффективная дальность стрельбы по наземным целям, м | | | | |  |  |   |
| Залп | последовательный, разделённый на две фазы                                                                     | последовательный, разделённый на две фазы                                                                     | последовательный, разделённый на две фазы                                                                     | единовременный                                                                                                |  |  |   |
| Интервал между фазами, с | 0,6—0,8 | 0,1—0,2 | | — |  |  |   |
| Последовательность схода ракет (снарядов) | 2 и 2 | 5 и 4 | 3 и 3 | 7 сразу |  |  |   |
| Источники информации - Fleischer, Wolfgang ; Jülch, Hubert. Deutsche Nahkampfmittel bis 1945 (нем.). — Stuttgart: Motorbuch Verlag, 2006. — S. 289–290 — 320 s. — ISBN 3-613-02587-6. - Duske, Heiner F. ; Greenland, Tony ; Schulz, Frank. Experimental Flak-Weapons of the Wehrmacht (англ.). — Neumünster: Heinrich A. Duske, 1998. — Vol. 2 — P. 45–53 — 52 p. — (Nuts & Bolts; 8). - Hahn, Fritz. Waffen und Geheimwaffen des deutsched Heeres 1933–1945. Band I. Infanteriewaffen, Pionierwaffen, Artilleriewaffen, Pulver, Spreng-und Kampfstoffe (нем.). — Koblenz: Bernard & Graefe Verlag, 1986. — S. 208–209 — 239 s. — ISBN 3-7637-5830-5. - Kroulík, Jiří ; Růžička, Bedřich. Vojenské rakety (чешск.). — Praha: Naše vojsko, 1985. — S. 142–143,311 — 586 s. - Fitzsimons, Bernard. The Illustrated Encyclopedia of 20th Century Weapons and Warfare (англ.). — London: Phoebus Publishing Company / BPC Publishing Ltd., 1978. — Vol. 9 — P. 962 — 2685 p. - Baker, David. The Rocket: The History and Development of Rocket & Missile Technology (англ.). — N.Y.: Crown Publishers, Inc., 1978. — P. 87 — 277 p. — ISBN 0-517-53404-5. - Кузнецов К. А. Все ракеты Второй Мировой : единственная полная энциклопедия. — М.: Яуза; Э, 2006. — С. 96–99 — 240 с. — (Ракетная коллекция) — ISBN 978-5-699-83379-5. - Широкорад А. Б. От «Катюши» до «Смерча»: из истории реактивной артиллерии. — М.: Вече, 2005. — С. 203–210 — 400 с. — Тираж 5 тыс. экз. — (Военный парад истории) — ISBN 5-9533-0819-1. | | | | |  |  |   |
| | | | | |  |  | · |
| | | | | |  |  |   |
| | | | | |  |  |   |
| | | | | |  |  |   |

## Комментарии
1. ↑  По-русски традиционно произносится с ударением на второй слог — «Люфтфа́уст-А»